# Памятник Небесной сотне (Николаев)
Памятник Небесной сотне (укр. Пам'ятник Небесній сотні) — памятник погибшим в ходе Революции достоинства (Евромайдан) в г. Николаев, открытый в Сквере Совета Европы.
Скульптура, по словам её создателей, стала самой масштабной работой, она увековечивает погибших во время Революции Достоинства (Евромайдана) по всей Украине. Скульптура символизирует Воскресение, а также борьбу и мир: состоит из двух крыльев, которые символизируют движение, на одном из них изображен Архистратиг Михаил, на втором — символический образ Воскресения, сверху два голубя как символа мира.
Без постамента высота памятника составила 4 метра. Художник Сергей Иванов и скульптор Владимир Цисарик постарались воплотить свою работу таким образом, чтобы под каждым новым ракурсом открывалась какая-то неприметная раньше деталь.
Автор скульптуры — львовянин Владимир Цисарик выразил всего два пожелания: не забывать погибших и не допустить, чтобы такое когда-нибудь повторилось.
В ходе церемонии открытия были выражены слова благодарности в адрес жителей Николаева за мужество, стойкость, за патриотизм не на бумаге, ни на слове, а на деле.